# Eilema persephone
Eilema persephone är en fjärilsart som beskrevs av De Toulgoët 1965. Eilema persephone ingår i släktet Eilema och familjen björnspinnare. Inga underarter finns listade i Catalogue of Life.